# Tapinoma orthocephalum
Tapinoma orthocephalum is een mierensoort uit de onderfamilie van de Dolichoderinae. De wetenschappelijke naam van de soort is voor het eerst geldig gepubliceerd in 1934 door Stitz.